# Norapat
Norapat (en arménien Նորապատ) est une communauté rurale du marz d'Armavir, en Arménie. Elle compte 2 539 habitants en 2009.